# Naissance en 1420
Naissance
- 1416
- 1417
- 1418
- 1419
- 1420
- 1421
- 1422
- 1423
- 1424

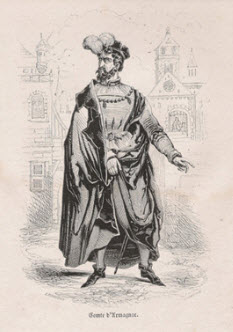
Jean V d'Armagnac, né en 1420.

Cette page dresse une liste de personnalités nées au cours de l'année 1420  :
- 23 avril : Georges de Podiebrady, ou Georges de Bohême, roi de Bohême.
- 19 juillet : Guillaume VIII de Montferrat, prince italien de la famille Paléologue, marquis de Montferrat.
- 7 août : Marguerite de Savoie, duchesse d'Anjou, comtesse du Maine et de Provence, reine de Naples et de Jérusalem titulaire puis électrice palatine et enfin comtesse de Wurtemberg.

- Abu Muhammad Abd al-Haqq, sultan mérinide.
- Ivar Axelsson Tott, administrateur du royaume ou régent de Suède.
- Nicolò Barbaro, chroniqueur vénitien.
- Marco Barbo, dit le cardinal de Vicenza ou le cardinal d'Aquilée, cardinal italien.
- Giovanni Boccati, ou Giovanni di Pier Matteo Boccati da Camerino, peintre italien.
- Benedetto Bonfigli, peintre italien de la première Renaissance.
- Caepolla, juriste italien.
- Giovanni Castiglione, dit le cardinal de Pavie, cardinal italien.
- Conrad X le Blanc, duc d'Oleśnica, Koźle, de la moitié de Bytom et de Ścinawa conjointement avec son frère pendant la période  de 1450 à 1452 et ensuite après 1452 seul duc de la moitié de Ścinawa, pendant la période 1471-1472 il est seul duc de Koźle et de la totalité de Bytom, et enfin à partir de 1478 seul duc d'Oleśnica.
- Jean V d'Armagnac, vicomte de Lomagne, puis comte d'Armagnac, de Fezensac et de Rodez.
- Giovanni Francesco da Rimini, ou Maître des scènes de la Vie de la Vierge, peintre italien.
- Gilles de Bretagne, prince breton, seigneur de Chantocé.
- Élisabeth de Clèves, duchesse de Clèves.
- Mathieu de Coussy, ou Mathieu d'Escouchy, chroniqueur français.
- Tanneguy de Joyeuse, noble français, sénéchal et capitaine de Lyon.
- Lambert de Monaco, souverain de Monaco.
- Eric Ier de Schaumbourg, corégent du comté de Holstein-Pinneberg et de celui de Schaumbourg.
- Matteo de' Pasti, médailleur, sculpteur et enlumineur italien.
- Tomás de Torquemada, premier Grand Inquisiteur de l'Inquisition espagnole.
- Jacques Duclercq, chroniqueur.
- Luciano Laurana, architecte italien.
- Sesshū, élève de Shūbun au Shōkoku-ji à Kyōto, est un moine peintre bouddhiste japonais qui pratiquait le suiboku (lavis à l'encre de Chine).
- Hans Talhoffer, le plus connu de tous les maîtres escrimeurs germains.
- Zakariyya al-Ansari, savant islamique.

date incertaine (vers 1420)
- Bartolomeo Caporali, peintre italien († vers 1505).
- Joseph Colon Trabotto, ou Joseph Colon ben Solomon Trabotto, dit le Maharik (appelé Morenou HaRav Yossef Kolon : « Notre professeur et maître Joseph Colon »), rabbin italien.
- Charles de Melun, baron de Normanville, des Landes et de Nantouillet.
- Maître E. S., aussi appelé Maître de 1466, graveur, orfèvre et dessinateur allemand anonyme du gothique tardif.
- Guglielmo Ebreo da Pesaro, en français Guillaume le Juif, maître à danser, chorégraphe et théoricien de la danse de la Renaissance italienne, élève et disciple de Domenico da Piacenza.
- Nicolas Jenson, imprimeur et graveur de caractères français.
- Jean Meschinot, dit le Banni de liesse, seigneur de Mortiers.

## Crédit d'auteurs
- Cet article est partiellement ou en totalité issu de l'article intitulé « 1420 » (voir la liste des auteurs).